# Jiri Vlcek
Jiri Vlcek (Mladá Boleslav, 27 maggio 1978) è un canottiere italiano.

## Biografia
Nato come Jiří Vlček a Mladá Boleslav, in Repubblica Ceca, si trasferisce in Italia in giovane età. Attualmente risiede a Cureggio, nei pressi di Borgomanero, in provincia di Novara.
Ha preso parte alle Olimpiadi di Pechino del 2008.